# Джек Ніклас
Джек Вільям Ніклас (англ. Jack William Nicklaus, 21 січня 1940) — американський гольфіст, один із найвизначніших в історії гольфу. Ніклас відомий під прізвиськом Золотий Ведмідь. За свою 25-річну кар'єру професійного гравця він виграв 18 мейджорів, що є рекордом, 19 разів посідав другі місця й 9 разів — треті. Хоча він в основному зосереджувався на мейджорах і брав участь в обмеженій кількості турнірів PGA, в його активі все ж 73 перемоги в турнірах, що є третім результатом в історії. Ніклас завершив кар'єру професійного гравця 1986 року, однак з 1990 року по 2005 рік грав у численних турнірах ветеранів.
У 13 років переніс легку форму поліомієліту, що деякою мірою відклалося на його спортивних можливостях, він надалі після навантажень відчував сильний біль у суглобах

## Перемоги в мейджорах
- Мастерз — 6 перемог (1963, 1965, 1966, 1972, 1975, 1986).
- Відкритий чемпіонат США — 4 перемоги (1962, 1967, 1972, 1980)
- Відкритий чемпіонат Британії — 3 перемоги (1966, 1970, 1978)
- Чемпіонат PGA — 5 перемог (1963, 1971, 1973, 1973, 1980)